# Білка (притока Нічлави)
Білка — річка в Україні у Чортківському районі Тернопільської області. Ліва притока річки Нічлави (басейн Дністра).

## Опис
Довжина річки приблизно 9,37 км, найкоротша відстань між витоком і гирлом — 8,22  км, коефіцієнт звивистості річки — 1,14 . Формується декількома струмками та загатами.

## Розташування
Бере початок на північно-західній околиці села Гермаківки. Тече переважно на південний захід понад горою Бабухів (250,3 м) та через село Пилипче і у селі впадає у річку Нічлаву, ліву притоку річки Дністра.

## Цікаві факти
- Біля витоку річки пролягає автошлях Т 2002[3] (автомобільний шлях територіального значення в Тернопільській та Хмельницькій областях.).